# دولت آزاد ایرلند
دولت آزاد ایرلند (ایرلندی: Saorstát Éireann; pronounced [sˠi:ɾˠsˠˈt̪ˠa:t̪ˠ ˈe:ɾʲən̪ˠ]؛ ۶ دسامبر ۱۹۲۲ – ۲۹ دسامبر ۱۹۳۷) دولتی بود که در سال ۱۹۲۲ میلادی بر پایهٔ معاهدهٔ دسامبر ۱۹۲۱ آنگلو-آیریش شکل گرفت.
این معاهده، جنگ سه‌سالهٔ استقلال ایرلند مابین ارتش جمهوری‌خواه ایرلند (۱۹۱۹-۲۲) و نیروهای سلطنتی بریتانیا را خاتمه داد.
۲۶ استان از ۳۲ استان ایرلند به دولت (کشور) جدید پیوستند و ۶ استان باقیمانده، ایرلند شمالی را تشکیل دادند.